# V6 PRV-motor
V6 PRV-motor er det almindelige navn for den benzinmotor i V6-format, som blev udviklet i 1970'erne af Peugeot, Renault og Volvo (deraf PRV), og blev bygget i ca. 1 million eksemplarer fra 1974 til 1998.
Fabrikken lå i Douvrin i Frankrig, hvor Peugeot og Renault allerede udviklede motorer sammen i firmaet La Française de Mécanique (FM). Volvo trådte ind i projektet i 1971. Firmaet skulle fra starten af have bygget en V8-motor, men benzinkrisen i begyndelsen af 1970'erne og efterfølgende skatter for motorer større end 2,8 liter gjorde at man i stedet byggede en V6-motor. En følge af denne kursændring er, at PRV-motoren i stedet for 60 graders vinkel mellem cylinderblokkene, som er mest almindeligt for V6-motorer, i stedet har V8-motorens typiske 90-gradersvinkel.
Den første bilmodel som havde PRV-motoren var Volvo 260, og straks derefter fulgte Renault 30 og Peugeot 604. Siden da har motoren solgtes til mange fabrikanter og fandtes i et utal af bilmodeller. Gennem Peugeot kom PRV-motoren også til at benyttes af Citroën og Talbot. Renaults forhold til American Motors Corporation gjorde at motoren også blev benyttet i Eagle Premier og Dodge Monaco. Totalt blev der bygget 970.315 PRV-motorer.

## Udvalg af bilmodeller, som solgtes i varianter med PRV-motor
- MVS Venturi
- Eagle Premier
- Citroën XM
- Renault 25
- Renault 30
- Renault Alpine A310
- Renault Alpine A610
- Renault Espace
- Renault Laguna
- Renault Safrane
- Peugeot 504
- Peugeot 505
- Peugeot 604
- Peugeot 605
- DeLorean DMC-12
- Volvo 260
- Volvo 363
- Volvo 760
- Volvo 780
- Talbot Tagora